# Окороково (Калужская область)
Окороково— деревня в Жуковском районе Калужской области, в составе сельского поселения «Деревня Верховье».

## География
Расположена на севере Калужской области, на дороге регионального значения 29К-012 Белоусово – Высокиничи – Серпухов.
Рядом — Трясь, Верховье.

## Климат
Умеренно-континентальный с выраженными сезонами года: умеренно жаркое и влажное лето, умеренно холодная зима с устойчивым снежным покровом. Средняя температура июля +18 °C, января −9 °C. Теплый период длится в среднем около 220 дней.

## Население
| 2002 | 2010 |
| ---- | ---- |
| 13   | ↗15  |

## История
В 1782 году деревня Окороково Николая Дмитриевича Дурново, Алексея Даниловича Дурново, Михаила Семёновича Похвиснева Малоярославецкого уезда на суходоле при колодезях. 